# Nouvelles de Poudlard : Pouvoir, Politique et Esprits frappeurs enquiquinants
Nouvelles de Poudlard : Pouvoir, Politique et Esprits frappeurs enquiquinants (titre original : Short Stories from Hogwarts of Power, Politics and Pesky Poltergeists) est un livre numérique écrit par J. K. Rowling et paru le 6 septembre 2016 à la fois en anglais et en français. Il était déjà paru auparavant sur le site Pottermore. 
Le livre contient des informations supplémentaires de J. K. Rowling concernant des lieux ou des personnages de l'univers de Harry Potter.
Sa sortie a eu lieu en même temps que deux autres nouvelles : 
- Poudlard : Le Guide pas complet et pas fiable du tout
- Nouvelles de Poudlard : Héroïsme, Tribulations et Passe-temps dangereux

## Chapitres
1. Dolores Ombrage
2. Les ministres de la Magie / Azkaban
3. Horace Slughorn / Les potions / La potion de Polynectar / Les chaudrons
4. Quirinus Quirrell
5. Peeves, l'esprit frappeur